# Ядрово (Волоколамский район)
Ядро́во — деревня в Волоколамском районе Московской области России.
Относится к сельскому поселению Чисменское, до муниципальной реформы 2006 года относилась к Ченецкому сельскому округу. Население — 145 чел. (2010).
На территории деревни расположен крупный полигон ТБО (свалка), вокруг которого в марте 2018 года разгорелся крупный скандал.

## Население
| 1926 | 2002 | 2006 | 2010 |
| ---- | ---- | ---- | ---- |
| 76   | ↘13  | ↗160 | ↘145 |

## Расположение
Деревня Ядрово расположена на Волоколамском шоссе примерно в 6 км к востоку от центра города Волоколамска. На территории зарегистрировано одно садовое товарищество.
Связана автобусным сообщением с районным центром и посёлком городского типа Сычёво. Ближайшие населённые пункты — деревня Мыканино и посёлок Трёхмарьино. Южнее деревни — исток реки Городни (бассейн Иваньковского водохранилища).

## Исторические сведения
В духовной грамоте около 1506 года князя Фёдора Борисовича Волоцкого упоминается как деревня Ядрова, при межевании 1767 года — пустошь Ядрова.
По данным на 1890 год входила в состав Аннинской волости 2-го стана Волоколамского уезда Московской губернии, число душ мужского пола составляло 6 человек.
В 1913 году — 8 дворов.
По материалам Всесоюзной переписи населения 1926 года — деревня Рождественского сельсовета Аннинской волости, проживало 76 жителей (36 мужчин, 40 женщин), насчитывалось 14 крестьянских хозяйств.
С 1929 года — населённый пункт в составе Волоколамского района Московской области.